# أرمين يغر
أرمين جاغر (بالألمانية: Armin Jäger)‏ (19 سبتمبر 1962 في ألمانيا - ) هو لاعب كرة قدم ألماني في مركز حراسة المرمى. لعب مع شتوتغارت كيكرز ونادي شتوتغارت وفي إف بي شتوتغارت الثاني.

## وصلات خارجية
- أرمين جاغر على موقع قاعدة بيانات كرة القدم.إي يو (الإنجليزية)
- أرمين جاغر على موقع بيانات كرة القدم. دي إي (الألمانية)
- أرمين جاغر على موقع عالم كرة القدم.نت (الإنجليزية)